# Vittorio Tosto
Vittorio Tosto (Cariati, 14 giugno 1974) è un dirigente sportivo ed ex calciatore italiano, di ruolo difensore.

## Biografia
Sposato con Franca, dall'unione con lei ha avuto due figli di nome Stefano e Lorenzo, anch'essi calciatori.

## Carriera

### Giocatore

#### Club
Cresciuto nella Cariatese, squadra del paese natale, esordisce nel Campionato Interregionale 1990-1991, prima di trasferirsi alla Fiorentina, che lo aggrega alla formazione Primavera: con i viola vince il Torneo di Viareggio 1992. Due anni dopo, nel 1993, esordisce in prima squadra, sotto la guida di Claudio Ranieri, nel campionato di Serie B, ma nel mercato autunnale viene ceduto in prestito alla Salernitana, con cui ottiene la promozione dalla Serie C1 collezionando 16 partite.
Nel 1994 la Fiorentina lo inserisce nell'affare che porta Andrea Sottil dal Torino ai viola. Nella giovane formazione granata allenata da Rosario Rampanti esordisce in Serie A il 4 settembre 1994 nella partita Torino-Inter (0-2). Con la sostituzione di Rampanti con Nedo Sonetti finisce nella lista dei cedibili, e nel mercato autunnale passa alla Lucchese, in Serie B.
Dopo un'altra stagione in prestito in B, nelle file dell'Avellino (conclusa con la retrocessione degli irpini), nel 1996 torna a titolo definitivo alla Salernitana. Con i granata campani conquista nel 1998 la sua seconda promozione, questa volta dalla B alla A, dove gioca come terzino sinistro titolare senza poter evitare l'immediata retrocessione. 
A Salerno esiste tuttora un fans club che porta il suo nome.
Nel 1999 viene ingaggiato dalla Sampdoria, anch'essa appena retrocessa nella serie cadetta. In blucerchiato disputa una sola stagione come rincalzo (19 presenze) prima di trasferirsi al Piacenza in cambio del terzino Cleto Polonia richiesto dall'allenatore Luigi Cagni. In Emilia gioca per tre campionati, il primo in alternanza con Paolo Tramezzani e i due successivi da titolare in massima serie, conquistando la sua terza promozione della carriera al termine del campionato di Serie B 2000-2001.
Nel 2003 passa al Napoli, scambiato alla pari con Antonio Bocchetti. Rimane sotto al Vesuvio per una stagione, realizzando 5 reti (record personale), prima di trasferirsi al Genoa dopo il fallimento della società partenopea. Con i rossoblu conquista sul campo la sua quarta promozione, la terza in A. In seguito alle decisioni della giustizia sportiva i Grifoni vengono retrocessi in C1, e Tosto si trasferisce all'Ascoli, ripescato in A proprio al posto del Genoa, dopo aver rescisso il contratto. Nel mercato invernale si trasferisce all'Empoli, rimanendovi per quattro stagioni e mezzo tra massima serie e cadetteria e indossando anche la fascia di capitano.
Nel 2010 lascia il calcio professionistico, ma continua a giocare nella Fortis Lucchese, nel campionato di Eccellenza Toscana,. La stagione successiva passa al Lucca 2011, nuova società sorta dalle ceneri della Lucchese, che riparte dall'Eccellenza Toscana, diventandone il capitano. A fine stagione conquista la promozione in Serie D e viene premiato come miglior giocatore della squadra dai cronisti lucchesi; tuttavia, non venendo riconfermato per il nuovo campionato, decide di ritirarsi.
In carriera ha totalizzato complessivamente 166 presenze e 6 reti in Serie A e 313 presenze e 19 reti in Serie B.

#### Nazionale
Fra il 1993 e il 1995 ha fatto parte della Nazionale Under-21 di Cesare Maldini, totalizzando 2 presenze su cinque convocazioni.

### Dirigente
Il 2 maggio 2011 ha ottenuto la qualifica di direttore sportivo, pur proseguendo l'attività di giocatore.
Il 9 giugno 2016 viene nominato nuovo direttore sportivo del Messina. Viene esonerato a sorpresa il 18 agosto seguente.

## Statistiche

### Presenze e reti nei club
| Stagione           | Squadra            | Campionato         | Campionato | Campionato | Coppe nazionali | Coppe nazionali | Coppe nazionali | Coppe continentali | Coppe continentali | Coppe continentali | Altre coppe | Altre coppe | Altre coppe | Totale | Totale |
| Stagione           | Squadra            | Comp               | Pres       | Reti       | Comp            | Pres            | Reti            | Comp               | Pres               | Reti               | Comp        | Pres        | Reti        | Pres   | Reti   |
| ------------------ | ------------------ | ------------------ | ---------- | ---------- | --------------- | --------------- | --------------- | ------------------ | ------------------ | ------------------ | ----------- | ----------- | ----------- | ------ | ------ |
| 1995-1996          | Avellino           | B                  | 31         | 3          | CI              | 1               | 0               | -                  | -                  | -                  | -           | -           | -           | 32     | 3      |
| 1996-1997          | Salernitana        | B                  | 31         | 2          | CI              | 0               | 0               | -                  | -                  | -                  | -           | -           | -           | 31     | 2      |
| 1997-1998          | Salernitana        | B                  | 36         | 2          | CI              | 2               | 0               | -                  | -                  | -                  | -           | -           | -           | 38     | 2      |
| 1998-1999          | Salernitana        | A                  | 27         | 0          | CI              | 1               | 0               | -                  | -                  | -                  | -           | -           | -           | 28     | 0      |
| Totale Salernitana | Totale Salernitana | Totale Salernitana | 94         | 4          |                 | 3               | 0               |                    | -                  | -                  |             | -           | -           | 97     | 4      |
| 1999-2000          | Sampdoria          | B                  | 19         | 0          | CI              | 3               | 0               | -                  | -                  | -                  | -           | -           | -           | 22     | 0      |
| 2000-2001          | Piacenza           | B                  | 35         | 1          | CI              | 7               | 1               | -                  | -                  | -                  | -           | -           | -           | 42     | 2      |
| 2001-2002          | Piacenza           | A                  | 29         | 1          | CI              | 2               | 0               | -                  | -                  | -                  | -           | -           | -           | 31     | 1      |
| 2002-2003          | Piacenza           | A                  | 30         | 1          | CI              | 3               | 1               | -                  | -                  | -                  | -           | -           | -           | 33     | 2      |
| Totale Piacenza    | Totale Piacenza    | Totale Piacenza    | 94         | 3          |                 | 12              | 2               |                    | -                  | -                  |             | -           | -           | 106    | 5      |
| 2003-2004          | Napoli             | B                  | 38         | 5          | CI              | 1               | 0               | -                  | -                  | -                  | -           | -           | -           | 39     | 5      |
| 2004-2005          | Genoa              | B                  | 30         | 0          | CI              | 3               | 0               | -                  | -                  | -                  | -           | -           | -           | 33     | 0      |
| 2005-gen. 2006     | Ascoli             | A                  | 15         | 2          | CI              | -               | -               | -                  | -                  | -                  | -           | -           | -           | 15     | 2      |
| gen.-giu. 2006     | Empoli             | A                  | 10         | 2          | CI              | -               | -               | -                  | -                  | -                  | -           | -           | -           | 10     | 2      |
| 2006-2007          | Empoli             | A                  | 20         | 0          | CI              | 2               | 0               | -                  | -                  | -                  | -           | -           | -           | 22     | 0      |
| 2007-2008          | Empoli             | A                  | 32         | 0          | CI              | 1               | 0               | CU                 | 0                  | 0                  | -           | -           | -           | 33     | 0      |
| 2008-2009          | Empoli             | B                  | 37+2       | 0          | CI              | 2               | 0               | -                  | -                  | -                  | -           | -           | -           | 41     | 0      |
| 2009-2010          | Empoli             | B                  | 29         | 1          | CI              | 2               | 0               | -                  | -                  | -                  | -           | -           | -           | 31     | 1      |
| Totale Empoli      | Totale Empoli      | Totale Empoli      | 128+2      | 3          |                 | 7               | 0               |                    | 0                  | 0                  |             | -           | -           | 137    | 3      |
| gen.-giu. 2011     | Fortis Lucchese    | Ecc.               | 4          | 0          | CI-Dil          | -               | -               | -                  | -                  | -                  | -           | -           | -           | 4      | 0      |
| Totale carriera    | Totale carriera    | Totale carriera    | 453+2      | 20         |                 | 30              | 2               |                    | 0                  | 0                  |             | -           | -           | 485    | 22     |

## Palmarès

### Club

#### Competizioni giovanili
- Torneo di Viareggio: 1

Fiorentina: 1992

#### Competizioni regionali
- Eccellenza Toscana: 1

Lucca 2011: 2011-2012

#### Competizioni nazionali
- Campionato italiano di Serie B: 2

Fiorentina: 1993-1994
Salernitana: 1997-1998